# Frank Sully
Frank Sully (Saint Louis, 17 giugno 1908 – Los Angeles, 17 dicembre 1975) è stato un attore statunitense.

## Filmografia parziale

### Cinema
- The Night of Nights, regia di Lewis Milestone (1939)
- Yesterday's Heroes, regia di Herbert I. Leeds (1940)
- I fucilieri delle Argonne (The Fighting 69th), regia di William Keighley (1940)
- Furore (The Grapes of Wrath), regia di John Ford (1940)
- Indietro non si torna (Escape to Glory), regia di John Brahm (1940)
- Non siamo più bambini (Young People), regia di Allan Dwan (1940)
- Two Yanks in Trinidad, regia di Gregory Ratoff (1942)
- Mia sorella Evelina (My Sister Eileen), regia di Alexander Hall (1942)
- Due ragazze e un marinaio (Two Girls and a Sailor), regia di Richard Thorpe (1944)
- Comando segreto (Secret Command), regia di A. Edward Sutherland (1944)
- Crime Doctor's Man Hunt, regia di William Castle (1946)
- Corsari della terra (Wild Harvest), regia di Tay Garnett (1947)
- South of the Chisholm Trail, regia di Derwin Abrahams (1947)
- Bersaglio eccellente (The Tall Target), regia di Anthony Mann (1951)
- Il cavaliere del deserto (Man in the Saddle), regia di André De Toth (1951)
- Prairie Roundup, regia di Fred F. Sears (1951)
- Non c'è posto per lo sposo (No Room for the Groom), regia di Douglas Sirk (1952)
- Night Stage to Galveston, regia di George Archainbaud (1952)
- Portami in città (Take Me to Town), regia di Douglas Sirk (1953)
- Northern Patrol, regia di Rex Bailey (1953)
- La campana ha suonato (Silver Lode), regia di Allan Dwan (1954)
- La battaglia di Fort River (Battle of Rogue River), regia di William Castle (1954)
- I rinnegati del Wyoming (Wyoming Renegades), regia di Fred F. Sears (1954)
- Brooklyn chiama polizia (The Naked Street), regia di Maxwell Shane (1955)
- La rivolta delle recluse (Women's Prison), regia di Lewis Seiler (1955)
- Lo straniero di Stone City (Last of the Desperados), regia di Sam Newfield (1955)
- Duello a Bitter Ridge (The Man from Bitter Ridge), regia di Jack Arnold (1955)
- I rapinatori del passo (Fury at Gunsight Pass), regia di Fred F. Sears (1956)
- Pistola nuda (Frontier Gambler), regia di Sam Newfield (1956)
- The Desperados Are in Town, regia di Kurt Neumann (1956)
- L'uomo nell'ombra (The Unguarded Moment), regia di Harry Keller (1956)
- Domino Kid, regia di Ray Nazarro (1957)
- The Buckskin Lady, regia di Carl K. Hittleman (1957)
- L'uomo della valle (Man from God's Country), regia di Paul Landres (1958)
- Duello alla pistola (The Gunfight at Dodge City), regia di Joseph M. Newman (1959)

### Televisione
- Topper – serie TV, episodi 1x30-2x35 (1954-1955)
- Stage 7 – serie TV, episodio 1x15 (1955)
- The 20th Century-Fox Hour – serie TV, episodi 1x07-2x08-2x10 (1955-1957)
- Screen Directors Playhouse – serie TV, episodio 1x21 (1956)
- Navy Log – serie TV, episodio 2x05 (1956)
- Men of Annapolis – serie TV, episodio 1x06 (1957)
- The Gray Ghost – serie TV, episodio 1x04 (1957)
- Maverick – serie TV, 5 episodi (1957-1961)
- The Restless Gun – serie TV, episodio 1x35 (1958)
- Johnny Staccato – serie TV, episodio 1x01 (1959)
- Ricercato vivo o morto (Wanted: Dead or Alive) – serie TV, episodi 2x16-2x23 (1959-1960)
- Ispettore Dante (Dante) – serie TV, episodio 1x15 (1961)
- Scacco matto (Checkmate) – serie TV, episodio 1x16 (1961)
- The Investigators – serie TV, episodio 1x02 (1961)
- Corruptors (Target: The Corruptors) – serie TV, episodio 1x13 (1961)
- Dakota (The Dakotas) – serie TV, episodio 1x14 (1963)
- Il virginiano (The Virginian) – serie TV, 25 episodi (1963-1967)
- Selvaggio west (The Wild Wild West) – serie TV, episodio 2x28 (1967)